# Elemér Berkessy
Elemér Berkessy, auch unter dem Namen Emilio Berkessy bekannt (* 20. Juni 1905 in Nagyvárad, Österreich-Ungarn; † 7. Juli 1993 in Barcelona, Spanien), war ein ungarischer Fußballspieler und Fußballtrainer.

## Vereinskarriere
Nach dem Ende des Ersten Weltkrieges fiel Berkessys Heimatstadt an Rumänien und so begann er seine Karriere im rumänischen Fußballbetrieb, wo er ab 1921 beim CAO Oradea aktiv war. In der Saison 1924/25 spielte er bei UCAS Petroșani, wo er das Finalspiel der rumänischen Meisterschaft erreichte, das gegen Chinezul Timișoara mit 1:5 verloren ging. Weitere Stationen waren Bihorul Oradea, Fulgerul CFR Chișinău und Jiul Lupeni, wobei er mit letzterer Mannschaft wieder das Finale erreichte, aber auch hier mit einem 2:3 gegen Colțea Brașov als Verlierer vom Platz ging.
1928 erhielt der großgewachsene Außenläufer ein Angebot des Ferencvárosi FC und wechselte zum von István Tóth-Potya betreuten Klub aus der ungarischen Hauptstadt, welcher die letzten drei Meistertitel geholt hatte. Gleich zu Beginn seiner Tätigkeit in Budapest nahm Berkessy am Mitropacup teil. Mit Siegen über den Beogradski SK und den SK Admira Wien erreichte man das Finale, wo der SK Rapid Wien mit 7:1 im Hinspiel geschlagen wurde, ein Vorsprung, der auch trotz eines 3:5 im Rückspiel ausreichte. In der Meisterschaft reichte es in den folgenden Jahren nur für zweite und dritte Plätze, erst 1931/32 konnte wieder ein Titel geholt werden, noch dazu blieben die Grün-Weißen die gesamte Saison über ungeschlagen. Berkessy kam jedoch – auch auf Grund einer Verletzung – nur mehr sporadisch zum Einsatz.
Danach wechselte er in die neu gegründete französische Profiliga, wo er für den von Jimmy Hogan betreuten Racing Club de Paris unterschrieb. Zwei Saisonen blieb er bei dem Verein und spielte dabei in einer Mannschaft mit Rudolf Hiden und Auguste Jordan. 1934 nahm er ein Angebot des FC Barcelona an und spielte zwei Jahre lang für die Blau-Roten, wo es allerdings nur für Mittelfeldplätze in der spanischen Meisterschaft reichte, aber zweimal der katalanische Meistertitel geholt werden konnte. 1936 kehrte er nach Frankreich zurück und war für den Zweitligisten Le Havre AC unter dem Spielertrainer Pepi Schneider tätig.

## Nationalmannschaft
Nach seinem Wechsel nach Ungarn wurde Berkessy auch in der Nationalmannschaft eingesetzt, wo er im November 1928 im Rahmen des Nationencups bei einem 3:1 gegen die Schweiz sein Debüt in einer Mannschaft gab, deren Läuferreihe mit Károly Furmann, Márton Bukovi und Berkessy zur Gänze aus Ferencváros-Spielern gebildet wurde. Bis zum Oktober 1930 kam er zu insgesamt sieben Einsätzen als linker Außenläufer, sein letztes Spiel war ein 1:1 gegen die Tschechoslowakei.

## Trainerkarriere
Nach seiner Rückkehr nach Ungarn in den späten 1930er Jahren setzte Berkessy seine Karriere als Trainer fort und betreute in den folgenden Jahren den Szentlőrinci AC, wo er den jungen Ferenc Deák entdeckte, den Tatabányai SC, Salgótarjáni BTC, Szegedi VSE, Szeged FC sowie 1944 seinen alten Verein Ferencváros.
Nach dem Zweiten Weltkrieg verließ er Ungarn und übernahm 1947 den italienischen Erstligisten Vicenza Calcio, musste mit dem Verein jedoch in die Serie B absteigen. Danach betreute er den AS Biellese, Pro Patria Calcio und Rosignano Calcio. 1951 ging er wieder nach Spanien und übernahm das Training bei Real Saragossa, wo er den Klassenerhalt schaffte, im Laufe der Folgesaison aber abgelöst wurde.
1954 wurde Berkessy der erste ausländische Trainer in der Geschichte der englischen Profiligen, als er die Betreuung des Drittligisten Grimsby Town übernahm. Dieses Engagement dauerte allerdings nur wenige Wochen, da der Ungar keine Arbeitsbewilligung bekam. Das britische Arbeitsministerium vertrat die Auffassung, dass es keinen Vorteil erkennen könne, den die Verpflichtung eines ungarischen Trainers gegenüber jener eines englischen Trainers hätte, was angesichts der Tatsache, dass die Engländer im Jahr zuvor ausgerechnet gegen die Ungarn erstmals ein Heimspiel gegen eine Landesauswahl von außerhalb der britischen Inseln verloren hatten, seltsam anmutet.
Von 1955 bis 1957 betreute Berkessy den belgischen Verein VAV Beerschot und kehrte danach nach Spanien zurück, wo er in der Saison 1957/58 Espanyol Barcelona trainierte.

## Erfolge
- 1× Mitropacupsieger: 1928
- 1× ungarischer Meister: 1932
- 2× katalanischer Meister: 1935, 1936
- 2× Finale der rumänischen Meisterschaft: 1925, 1928
- 7 Spiele für die ungarische Fußballnationalmannschaft: 1928–1930